# Ricky Carmichael

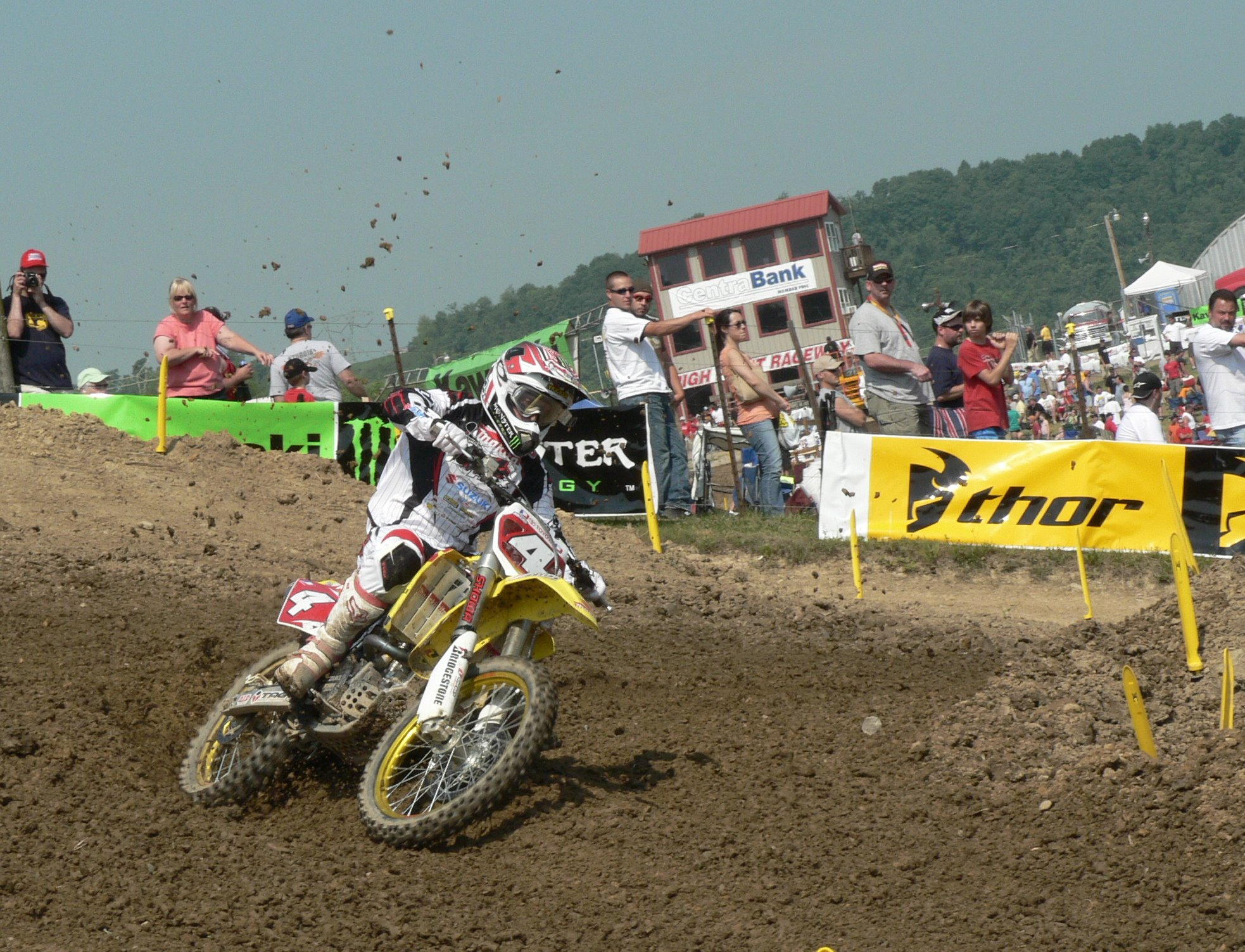
Carmichael durante competição no início de 2007.

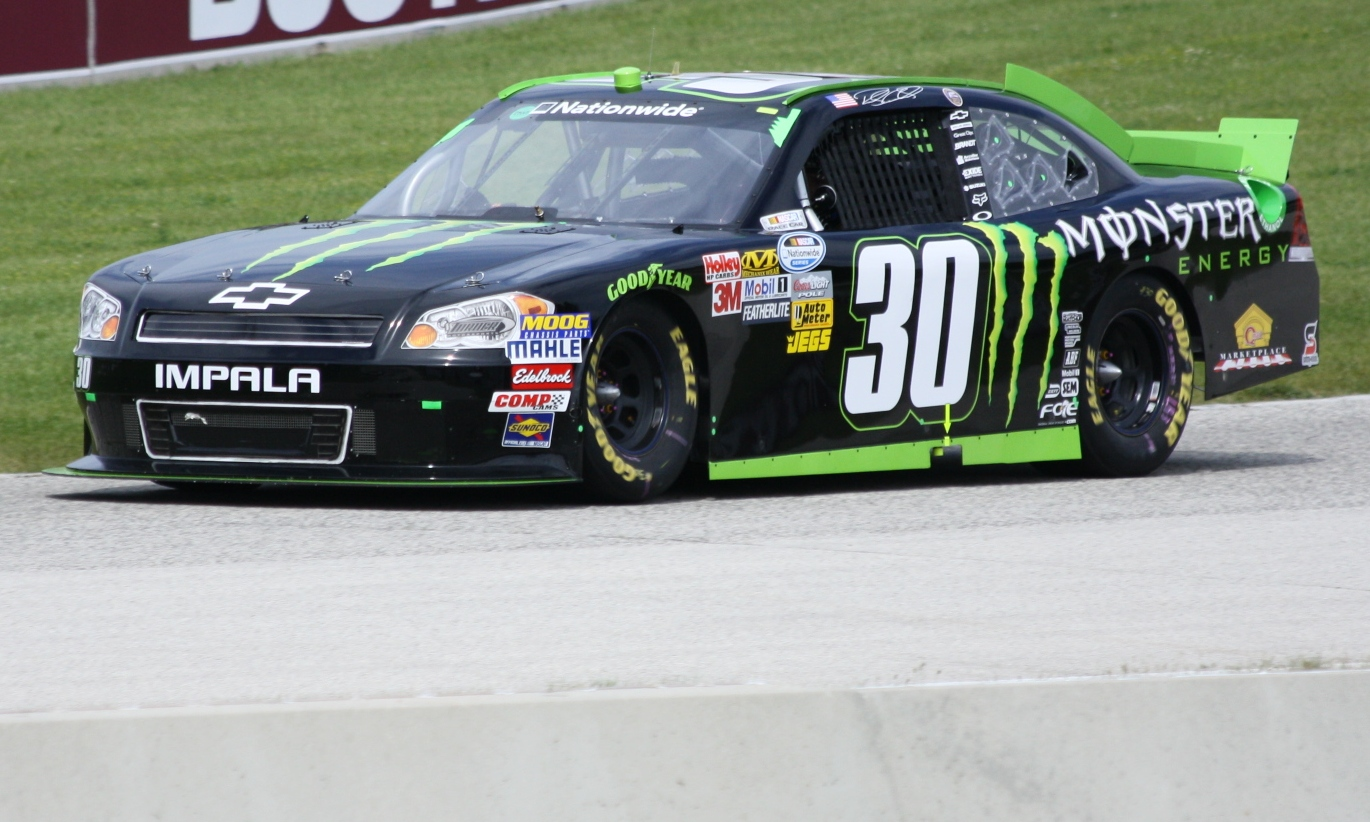
Carmichael na NASCAR Nationwide Series em 2011.

Ricky Carmichael (Clearwater, 27 de Novembro de 1979) é um automobilista e ex-motociclista estadunidense. Maior vencedor dos campeonatos da AMA Motocross Championship, com 15 títulos, é considerado um dos maiores nomes do motocross e supercross dos Estados Unidos. Atualmente, assim como outros pilotos que deixaram o motociclismo profissional, compete na NASCAR Truck Series, correspondente à terceira divisão do automobilismo estadunidense.